# Franz Raaz
Franz Raaz (* 28. Oktober 1894 in Neustadt an der Tafelfichte, Österreich-Ungarn; † 8. Oktober 1973 in Wien) war ein österreichischer Mineraloge und Hochschullehrer.

## Leben und Werk
Franz Raaz studierte und promovierte zum Dr. phil. und habilitierte sich. Er wurde ordentlicher Professor der Technischen Hochschule in Wien, später am Mineralog.-petrographischen Institut der Universität Wien und gehörte unter anderem der Deutschen Mineralogischen Gesellschaft und der Österreichischen Mineralogischen Gesellschaft an.
Raaz war Alter Herr der Akademischen Grenzlandsmannschaft Cimbria Wien, der Universitätssängerschaft Barden Wien und seit 1961 Ehrenmitglied der Akademischen Burschenschaft Markomannia Wien.

## Schriften (Auswahl)
- Geometrische Kristallographie und Kristalloptik und deren Arbeitsmethoden. Wien 1939.
- (mit Alexander Köhler): Eine neue Methode der Berechnung von Gesteinsanalysen auf kristallchemischer Grundlage. Wien 1951.
- Geometrische Kristallographie und Kristalloptik und deren Arbeitsmethoden. Wien 1951.
- Bau und Bildung der Kristalle. Wien 1953.
- Röntgenkristallographie. Berlin, Boston 1975.